# Thomas Mayer
Thomas Mayer é o ex-diretor executivo da antiga equipe de Fórmula 1 Manor, cargo este que ele ocupou no início do segundo semestre de 2016, e permaneceu até janeiro de 2017. Anteriormente a contratação da Manor, ele trabalhava como chefe de operações da Renault Sport F1.
Mayer começou sua carreira na Fórmula 1 em 2012, quando foi contratado pela Lotus F1 Team como seu chefe de operações. Ele permaneceu trabalhando em Enstone mesmo após a aquisição da Lotus pela Renault em dezembro de 2015. Com isso, ele passou a ser o chefe de operações da Renault Sport F1.
Antes de ingressar no mundo da Fórmula 1, Mayer trabalhou para a Bombardier, onde adquiriu uma larga experiência no setor aeroespacial.